# Rick DiPietro
Rick DiPietro, född 19 september 1981 i Winthrop, Massachusetts, är en amerikansk professionell före detta ishockeymålvakt som senast spelade för Charlotte Checkers i AHL.
DiPietro draftades först av alla i NHL-draften 2000 av New York Islanders. Den 12 september 2006 skrev han på ett kontrakt med Islanders på 15 år vilket är ett av de längsta i historien. DiPietro anses vara en av de mest atletiska målvakterna i hela NHL. DiPietro representerade USA i OS 2006 i Turin.
DiPietro är också en av få målvakter i NHL som plockar skotten med högerhanden.
Den 2 juli 2013 valde Islanders köpa ut DiPietro från sitt kontrakt till en kostnad av $24,000,000, som kommer betalas ut över de kommande 16 åren.